# Adam Ciemniewski
Adam Kazimierz Feliks Ciemniewski (ur. 11 maja 1866 w Warszawie, zm. w 1915) – polski artysta malarz.

## Życiorys
Był synem Jana Ciemniewskiego, herbu Prawdzic, pochodzącego ze starego mazowieckiego rodu, właściciela majątku w powiecie mławskim, który po jego utracie przeniósł się do Warszawy. 
Adam Ciemniewski uczęszczał do gimnazjum w Warszawie, uczył się malarstwa i rysunku u Wojciecha Gersona. Po roku 1890 wyjechał do Monachium – jedynym udokumentowanym śladem jego pobytu jest wzmianka w Illustrierter Katalog der Münchener Jahresausstellug z 1893 roku. Od roku 1892 przesyłał swoje prace na wystawy do Towarzystwa Zachęty Sztuk Pięknych w Warszawie. Szybko zdobył popularność wśród nabywców i krytyków, którzy zachwycali się zwłaszcza jego impresjonistycznym ujęciem światła. Do kraju powrócił około 1895 roku. Zamieszkał w majątku swojej ciotki w Luszewie w powiecie ciechanowskim. W latach 1897–1901 przestał nadsyłać prace na wystawy TZSP. Około roku 1901 zamieszkał w nowym majątku rodziny – w Woźnikach koło Płońska. Ostatnie lata życia – po śmierci żony (1908) – spędził w samotności.

## Twórczość
Uprawiał malarstwo początkowo o tematyce historyczno-obyczajowej, a następnie wiejskiej oraz religijnej. Przebywając na wsi oddawał się z zamiłowaniem studiom natury oraz ludu wiejskiego. Był malarzem krajobrazów i scen z życia wiejskiego, do których wprowadzał oryginalny motyw bocznego oświetlenia. Jego obrazy były reprodukowane w latach 1885-98 na łamach „Tygodnika Ilustrowanego”, „Biesiady Literackiej”, „Kłosów”. Od 1903 roku zaczął malować obrazy niewielkich formatów – osoby z bliskiego otocznia, wnętrza, krajobrazy. Kadrowanie i tzw. „żabia perspektywa” przypisywane są zamiłowaniu artysty do fotografii.

## Najbardziej znane obrazy
- Zasadzka, reprodukowany w „Kłosach” w 1885 r. (gdy miał 19 lat)
- Gniazdo rodzinne i Wymarsz husarzy, reprodukowane w „Biesiadzie Literackiej” w 1886 r.
- Orka jesienna, reprodukowany w „Tygodniku Ilustrowanym” w 1899 r.
- Zbiór siana z pola
- Wczesnym rankiem
- Jesień
- Pod opieką
- Żniwo
- Pod wieczór
- Żniwa (1897, olej na płótnie, 135 x 112 cm)

## Wystawy
Ciemniewski wystawiał początkowo w Monachium i Wiedniu, później, w latach 1901 i 1902 w Zachęcie w Warszawie. Jego dzieła były pośmiertnie eksponowane trzykrotnie na wystawach: „Wojciech Gerson i Jego uczniowie” (1931), „Polska i jej lud w malarstwie XIX/XX wieku” (1934) oraz na wystawie monograficznej w Muzeum Okręgowym w Ciechanowie (1997).
Jego religijne obrazy znajdowały się przed wojną w kościołach w Warce i Luszewie (obraz Siew na ścianie).

## Zbiory
Jego twórczości poświęcona jest stała wystawa monograficzna w Muzeum Szlachty Mazowieckiej w Ciechanowie. Ponadto jego obrazy znajdują się m.in. w Muzeum Narodowym w Warszawie (depozyt w Ambasadzie RP w Moskwie) oraz wielu zbiorach prywatnych.
Muzeum w Ciechanowie organizuje tzw. ogólnopolskie plenery im. Adama K.F. Ciemniewskiego, poświęcone kontynuacji jego pracy twórczej przez współczesnych artystów. Organizowane są również wystawy poplenerowe. II Plener był zorganizowany w 2009 r. w dworku Aleksandry Bąkowskiej w Gołotczyźnie. 

## Życie prywatne
Adam Ciemniewski był ojcem Jana Chryzostoma Ciemniewskiego (1908-1978), również znanego polskiego malarza.